# Monsefú
Monsefú ist eine Stadt in der Provinz Chiclayo in der Region Lambayeque in Nordwest-Peru. Monsefú ist Verwaltungssitz des gleichnamigen Distrikts. Die Stadt hatte beim Zensus 2017 23.969 Einwohner, 10 Jahre zuvor 22.165. Monsefú wurde am 26. Oktober 1888 von Simón Bolívar zur Stadt erhoben.

## Geographische Lage
Die auf einer Höhe von 11 m gelegene Stadt befindet sich in der Küstenebene von Nordwest-Peru, 4 km von der Pazifikküste entfernt. Das Stadtzentrum der Regionshauptstadt Chiclayo befindet sich 12 km nordnordöstlich von Monsefú. Südlich von Monsefú fließt der Río Chancay zum Meer. In der Umgebung der Stadt wird bewässerte Landwirtschaft betrieben.